# Waking the Dead (serie de televisión)
Waking the Dead (en español: Despertando a los muertos) es una serie dramática-policíaca británica producida por la BBC del 4 de septiembre de 2000 hasta el 11 de abril de 2011.
La serie se trata sobre una unidad ficticia conformada por agentes de policía de la CID, un perfilador psicológico y un científico forense.

## Historia
La serie sigue el trabajo de un equipo especial de la policía que investiga los «casos fríos», que por lo general son casos relacionados con asesinatos que tuvieron lugar años atrás y nunca fueron resueltos. El equipo, compuesto por el detective superintendente Peter Boyd (Trevor Eve), la doctora y perfiladora psicológica Grace Foley (Sue Johnston), el detective inspector Spencer Jordan (Wil Johnson), así como una serie de otros personajes secundarios, usan evidencia que ha salido recientemente a la luz, así como la tecnología contemporánea para examinar las pruebas tomadas años atrás.
Inicialmente, Boyd, Grace y Spencer fueron acompañados por la detective junior Mel Silver (Claire Goose) y la científica forense Frankie Wharton (Holly Aird), sin embargo, ambas abandonaron la serie después del final de la cuarta temporada. Felix Gibson (Esther Hall) y Stella Goodman (Félicité Du Jeu) las reemplazaron en la quinta temporada, antes de que Eve Lockhart (Tara Fitzgerald) sustituyera a Felix de la sexta temporada en adelante. Katarina Howard (Stacey Roca) reemplazó a Stella en la octava temporada, mientras que Sarah Cavendish (Eva Birthistle) reemplazó a Katarina en la novena temporada. Aunque las tramas generalmente se centran en torno al caso, otras historias han sido incorporadas a través de los años, incluyendo el manejo de la ira de Boyd y ser reunido con el hijo, Grace sufriendo de cáncer, Spencer siendo disparado por uno de sus antiguos compañeros, y la muerte de Mel, que crea una cadena de eventos que duran a través de dos temporadas.
La serie se refirió a temas sensibles como el fanatismo dentro de las diferentes religiones, el crimen organizado internacional, el abuso de menores dentro de la Iglesia Católica, los crímenes de guerra de Bosnia, el trabajo infantil forzado, la tortura, la homofobia y el racismo. La BBC emitió dos avisos legales sobre la serie, cuando esta tocó dos temas sensibles para el gobierno laborista de la época (una fue acerca de los fraudes bancarios dentro del establecimiento de la Ciudad de Londres y la otra historia fue acerca de la participación del Reino Unido en la guerra de Irak). Algunos de los temas fueron tratados a través de los conflictivos puntos de vista de Peter Boyd (un hombre blanco de clase media y liberal) y de Spencer Jordan (un hombre de raza negra y conservador).

## Personajes Principales

### Policía
- Detective Superintendente Peter Boyd (Trevor Eve) [Temporadas 1-9] – Boyd es el jefe de la unidad. Su participación en la unidad se deriva de la desaparición de su hijo en la década de 1990. Aunque a veces apareciendo desconectado, Boyd es especialmente cercando a su equipo, y sobre todo, Mel Silver, cuya muerte lo persigue después de que él es incapaz de aceptarla. El hijo de Boyd, Luke (llamado Joe en la primera temporada), un fugitivo drogodependiente que desapareció mientras viven en la calle, fue asesinado durante la séptima temporada, lo que lleva a Boyd de nuevo a un viejo adversario al que había detenido anteriormente en la serie. Como detective superintendente, Boyd es a menudo severo con los sospechosos, y no tiene miedo de darles una paliza. Boyd apareció en todos los episodios.[1]

- Detective Sargento/Detective Inspector Spencer Jordan (Wil Johnson) [Temporadas 1-9] – Spencer fue uno de los oficiales originales asignados a la unidad desde que se abrió, y pronto se convirtió en ayudante principal de Boyd, a menudo uniéndose a él en la rutina de «buen-policía-mal-policía» en la sala de entrevistas, y liderando a los otros oficiales dentro del equipo. Fue ascendido a inspector detective en el inicio de la cuarta temporada, habiéndose unido inicialmente como un detective sargento. Antes de ingresar a la unidad, Spencer trabajó para la Policía de Energía Atómica. Spencer revela su intención de ser transferido fuera de la unidad en «End of the Night», pero en «Endgame», sirve de enlace con la unidad durante su paso por el CID, con el fin de ayudar a Boyd a localizar a Linda Cummings.

- Detective Constable/Detective Sargento Amelia «Mel» Silver (Claire Goose) [Temporadas 1-4] – Mel era una joven luchadora y triunfadora, que trabajó duro para ser promovida de su papel inicial de constable a sargento, y que frecuentemente cuestionaba a Boyd si ella creía que él estaba mirando en la dirección equivocada en un caso. Ella era especialmente cercana de Frankie, y la pareja pronto se convirtió en mejores amigas. Fue revelado que Mel fue adoptada, ya que su madre biológica se consideró mentalmente incapacitada, y que su nombre real es Mary Price. Mel fue asesinada por un sospechoso desquiciado al final de la cuarta temporada, pero Boyd no pudo aceptar su muerte hasta la sexta temporada, que implica un caso que investigó antes de su muerte.[2]

- Detective Constable Stella Goodman (Félicité du Jeu) [Temporadas 5-8] – Stella se unió a la unidad como un reemplazo permanente de Silver, después de haber sido entrevistada por Boyd y Grace en el inicio de la quinta temporada. Boyd fue inicialmente hostil hacia ella, después de ser incapaz de aceptar la muerte de Mel, pero con el tiempo llegó a aceptarla. La confianza de Boyd en Stella fue traicionada al final de la quinta temporada, cuando se reveló que había enviado involuntariamente información sobre la unidad a su padrino, quien la había estado manipulando para encubrir su propia corrupción. Stella murió en el inicio de la octava temporada, después de haber sido herida en una pierna por un sospechoso que estaba persiguiendo, y sufrir una trombosis como consecuencia de la lesión.

- Detective Sargento Katrina Howard (Stacey Roca) [Temporada 8] – Howard aparece al comienzo de la octava temporada como una constable de policía, exmiembro de la Agencia de Crimen Organizado, con una historia de insubordinación. Sin embargo, ella es transferida a la unidad por petición de Boyd tras la muerte de DC Goodman. Tras la marcha temporal de Spencer Jordan, Howard tiene un papel mucho más activo que desempeñar dentro del equipo que su predecesor, ya que ella es la única oficial activa aparte de Boyd. Howard no regresó para la novena temporada, ya que la actriz Roca decidió dejar la serie después de una sola temporada. Su salida nunca fue explicada en pantalla.

- Detective Superintendente Sarah Cavendish (Eva Birthistle) [Temporada 9] – Cavendish fue transferida a la unidad en el inicio de la novena temporada, para reemplazar a la detective sargento Howard, después de haber sido trasladada de antiterrorismo después de un incidente que la llevó a convertirse en el chivo expiatorio. Ella fue una de las superintendentes más jóvenes en la historia y, hasta el incidente, una volante de alto. Al final de la novena temporada, ella es asesinada por el Asistente del Comisionado Jefe Adjunto Tony Nicholson (Paul McGann), debido a su conocimiento de sus crímenes, y por espiar sus interacciones en el Emirates Stadium con uno de los antagonistas. Su cuerpo fue plantado en el cobertizo de Boyd por Nicholson en un intento de incriminarlo por su asesinato.

### Doctores
- Dra. Grace Foley (Sue Johnston) [Temporadas 1-9] – Grace es un generadora de perfiles psicológicos, con casi treinta años de experiencia en el campo. Su presencia en la unidad ofrece un contraste racional a los métodos poco ortodoxos de Boyd, pero la pareja disfruta de una estrecha relación de trabajo y a menudo se dedican a intercambios ingeniosos. Grace es a menudo capaz de construir un perfil mental del sospechoso o sospechosos, lo que permite a Boyd comprender las habilidades mentales para descubrir el significado de un delito o delitos que puedan haber cometido en particular. Grace también tuvo durante un tiempo, cáncer de estómago, lo que la obligó a tomar tiempo fuera de la unidad para realizarse una operación, de la que se recuperó totalmente. Johnston permaneció en el programa hasta el final.

- Dra. Frankie Wharton (Holly Aird) [Temporadas 1-4] – Frankie, la primera patóloga forense de la unidad, tomó un enfoque de conciencia a su trabajo, pero se mantuvo severa con sus colegas. Frankie no tenía miedo de decir lo que opinaba, y ofrece a menudo una fuerte idea de quién o qué fue el responsable del crimen. Ella era una buena amiga de Mel Silver, y se hace referencia a que ella y Mel se conocían antes de trabajar en la unidad. Sin embargo, traumatizada por la muerte de Mel, Frankie optó por dejar la unidad para volver a la investigación, un hecho que se explica en el primer episodio de la quinta temporada. La verdadera razón de la partida de Frankie surgió de la actriz Holly Aird, quien abandonó el programa debido a su embarazo.

- Dra. Felix Gibson (Esther Hall) [Temporada 5] – Felix asumió el puesto de patóloga forense de la unidad después de la salida de Frankie. Felix ya había estado con el equipo durante algún tiempo al inicio de la quinta temporada, y su introducción tras la salida de Frankie nunca fue explicada en pantalla. Al igual que su predecesora, a menudo ella salía de la oficina para unirse con sus colegas en el campo, pero tomó un papel menos severo dentro del equipo, en lugar ofreciendo su conocimiento de una manera más sucinta y perspicaz. Sin embargo, ella no dudaba en hacer frente a Boyd cuando era necesario. La razón detrás de la salida de Felix nunca fue explicada en pantalla, y la actriz Esther Hall no dio razones para su decisión de dejar la serie.

- Dra. Eve Lockhart (Tara Fitzgerald) [Temporadas 6-9] – Eve asumió como patóloga forense de la unidad después de la salida de Felix, y su primer caso se muestra en el inicio de la sexta temporada, con insinuaciones de que ella trabajó con el equipo desde hace ya algún tiempo. A diferencia de sus predecesoras, Eve practica patología fuera de su tiempo en la unidad, e incluso tiene su propia granja de cuerpos, lo que le permite entender las etapas de descomposición en diferentes circunstancias del tiempo de la muerte hasta cinco años más tarde. Eve juega un papel menos exigente en el equipo que Frankie y Felix, y en su lugar actúa más como una líder, atrayendo al equipo a nuevos casos. Fitzgerald se quedó en la serie hasta su final y pasó a revivir el personaje de la serie derivada The Body Farm.

## Episodios
Un episodio piloto salió al aire en septiembre de 2000, y hubo un total de nueve temporadas.
Cada historia se divide en dos episodios de una hora de duración, mostrados en noches consecutivas en la BBC.

## Premios y nominaciones
Un episodio de la tercera temporada ganó un Premio Emmy Internacional en 2004.
| Año  | Categoría                                              | Premio       | Nominado (a)    | Resultado |
| ---- | ------------------------------------------------------ | ------------ | --------------- | --------- |
| 2011 | Best Supporting Actress                                | Dagger Award | Tara Fitzgerald | Nominada  |
| 2010 | TV Crime Programme                                     | TRIC Award   | Waking the Dead | Ganó      |
| 2010 | Best Leading Actress                                   | Dagger Award | Sue Johnston    | Nominada  |
| 2008 | Best Television Episode Teleplay (episodio «Yahrzeit») | Edgar Award  | Declan Croghan  | Nominado  |
| 2004 | Drama Series                                           | Emmy Award   | Waking the Dead | Ganó      |
| 2003 | Drama Series                                           | Emmy Award   | Waking the Dead | Nominado  |

## Producción
Trevor Eve señaló que la novena temporada sería su última, y como tal, la serie fue finalizada en vez de continuar sin Eve como estrella. 
Un total de cuarenta y seis historias fueron transmitidas a través de nueve temporadas. 

### Spin-off
Un spin-off de la serie, titulado The Body Farm, que gira en torno a la científica forense Eve Lockhart (Tara Fitzgerald), fue anunciado por la BBC en enero de 2011. Sin embargo, después de una baja audiencia y críticas negativas por la crítica, fue concluida después de una sola temporada.

### Recepción
La primera temporada aseguró altas cuotas de pantalla, con «Burn Out» recibiiendo 8,4 millones de espectadores y una participación de 38%. Cuotas de pantalla persistentemente altas significaron que el programa fue recomisionado cada año, ya sea para el calendario de verano o invierno. La sexta temporada comenzó con puntuaciones fuertes, con «Wren Boys» alcanzando 9,2 millones de espectadores y una cuota de 35,2%. En la segunda parte se redujo a 8,6 millones, pero aun así ganó una participación de 33%. A raíz de la transmisión exitosa de la tercera temporada y una nominación al Premio Emmy Internacional por «Special Relationship», escrito por Stephen Davis y dirigido por David Thacker, dos temporadas más fueron comisionadas, con el número de historias ampliado de cuatro a seis. Waking the Dead ganó un Premio Emmy Internacional al año siguiente por «Breaking Glass», escrito por Stephen Davis y dirigido por Maurice Phillips, y «Multistorey», escrito por Ed Whitmore y dirigido por Bob Bierman.

### Lanzamiento en DVD
Las nueve temporadas fueron lanzadas en DVD en el Reino Unido a través de 2 Entertain Ltd., bajo la bandera de BBC DVD. Las nueve temporadas también están disponibles en una caja recopilatoria completa. Las temporadas 1 a 7 han sido lanzadas por BBC Video en los Estados Unidos, mientras que las nueve temporadas han sido lanzadas en Australia a través de Roadshow.
| Nombre del DVD  | Fechas de lanzamiento    | Fechas de lanzamiento    | Fechas de lanzamiento  |
| Nombre del DVD  | Región 1                 | Región 2                 | Región 4               |
| --------------- | ------------------------ | ------------------------ | ---------------------- |
| Series One      | 24 de octubre de 2006    | 12 de septiembre de 2005 | 2 de marzo de 2006     |
| Series Two      | 16 de octubre de 2007    | 26 de junio de 2006      | 1 de abril de 2010     |
| Series Three    | 20 de enero de 2009      | 25 de septiembre de 2006 | 1 de junio de 2010     |
| Series Four     | 19 de enero de 2010      | 29 de enero de 2007      | 4 de agosto de 2010    |
| Series Five     | 18 de enero de 2011      | 10 de septiembre de 2007 | 5 de octubre de 2010   |
| Series Six      | 17 de enero de 2012      | 19 de mayo de 2008       | 2 de diciembre de 2010 |
| Series Seven    | 15 de enero de 2013      | 3 de mayo de 2010        | 3 de febrero de 2011   |
| Series Eight    | 17 de septiembre de 2013 | 12 de julio de 2010      | 3 de mayo de 2011      |
| Series Nine     | 20 de mayo de 2014       | 2 de mayo de 2011        | 3 de junio de 2012     |
| Series One-Nine | —                        | 2 de mayo de 2011        | —                      |

### Emisiones en otros países
El programa también fue mostrado en BBC America en Estados Unidos, aunque estas proyecciones se editan para permitir pausas publicitarias, así como UKTV en Australia y Nueva Zelanda y ABC1 en Australia.
| País           | Título                                 | Cadenas     | Fecha de Inicio     | Fecha de Finalización |
| -------------- | -------------------------------------- | ----------- | ------------------- | --------------------- |
| Alemania       | Waking the Dead - Im Auftrag der Toten | -           | -                   | -                     |
| Australia      | -                                      | UKTV ABC1   | -                   | -                     |
| Dinamarca      | Sagen genåbnet                         | -           | -                   | -                     |
| España         | Caso cerrado                           | Ten         | -                   | -                     |
| Estados Unidos | -                                      | BBC America | -                   | -                     |
| Estonia        | Surnud ärkavad                         | -           | 27 de mayo de 2007  | -                     |
| Finlandia      | Murhan jäljet                          | -           | -                   | -                     |
| Francia        | Meurtres en sommeil                    | -           | 28 de julio de 2003 | -                     |
| Hungría        | Kísért a múlt                          | -           | -                   | -                     |
| Nueva Zelanda  | -                                      | UKTV        | -                   | -                     |
| Rusia          | Воскрешая мертвых                      | -           | -                   | -                     |
| Suecia         | Mördare okänd                          | -           | 27 de junio de 2005 | -                     |
| Uruguay        | Caso cerrado                           | -           | -                   | -                     |